# Frederick Hewitt
Frederic Maxey Hewitt (16. rujna 1916.) je bivši američki hokejaš na travi. Igrao je na mjestu napadača.
Sudjelovao je na hokejaškom turniru na OI 1948. u Londonu, igrajući za reprezentaciju SAD-a. SAD su izgubile sve 3 utakmice u prvom krugu, u skupini "B". Zauzele su od 5. – 13. mjesta. Hewitt je odigrao dva susreta. Te sezone je igrao za Mt. Washington Club.

## Vanjske poveznice
- Profil na Sports-Reference.com  Arhivirana inačica izvorne stranice od 3. ožujka 2012. (Wayback Machine)